# Матричний перемикач

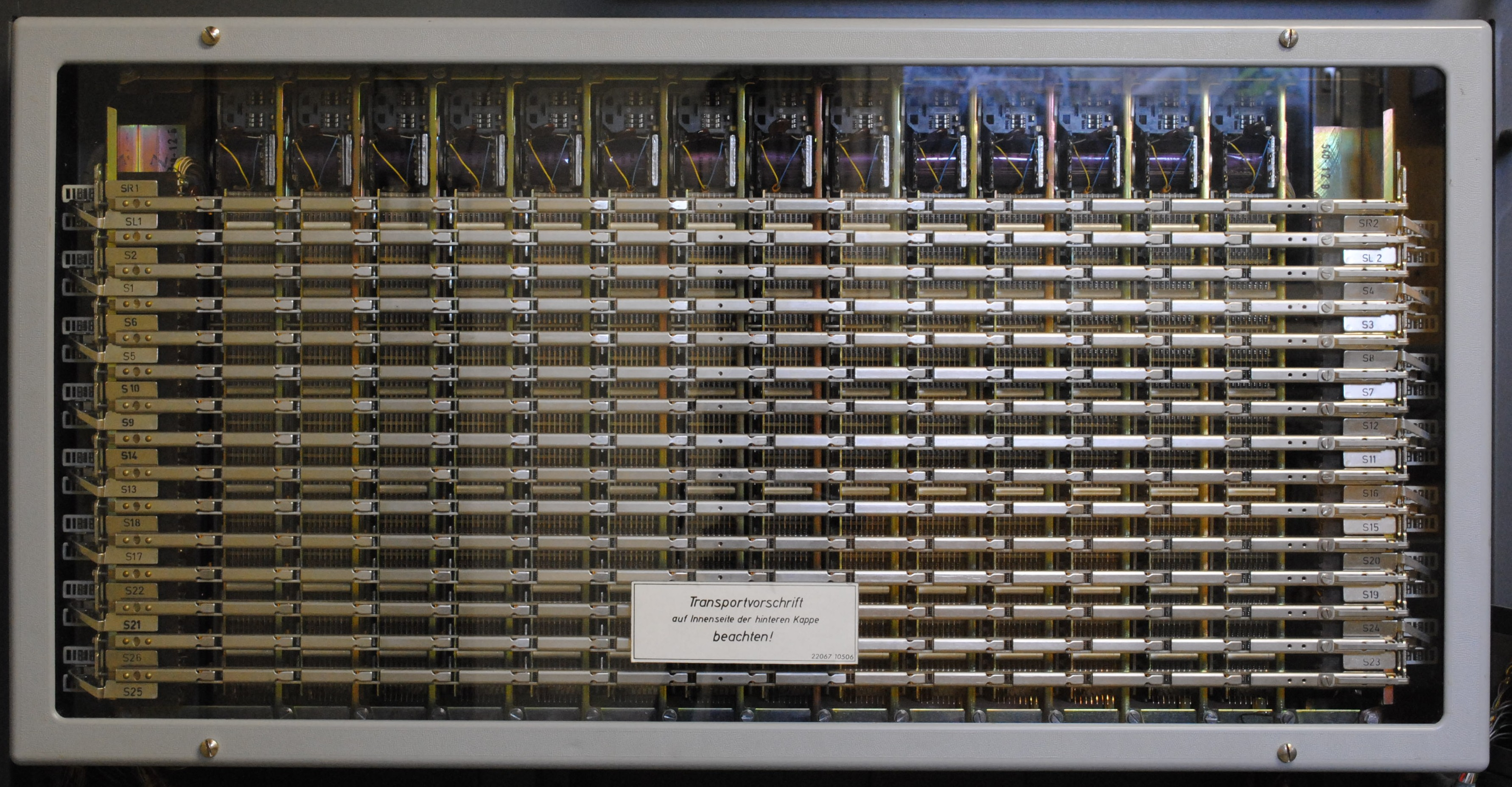
Матричний перемикач в телефонній станції «Großcitomat» компанії Standard Elektrik Lorenz

Матричний перемикач (англ. crossbar switch, cross-point switch, matrix switch, нім. Koordinatenschalter) це набір перемикачів організованих в матрицю. Матричний перемикач має багато входів і виходів які утворюють мережу з'єднань, які можуть роз'єднуватись перемикачем що розташований на кожному перетині входу і виходу. Спершу матричні перемикачі складались з металевих стержнів що перетиналися і відповідали за входи і виходи. Новіші версії перемикачів досягають такої самої топології електричних кіл використовуючи напівпровідникові мікросхеми без рухомих частин.